# 赤科山

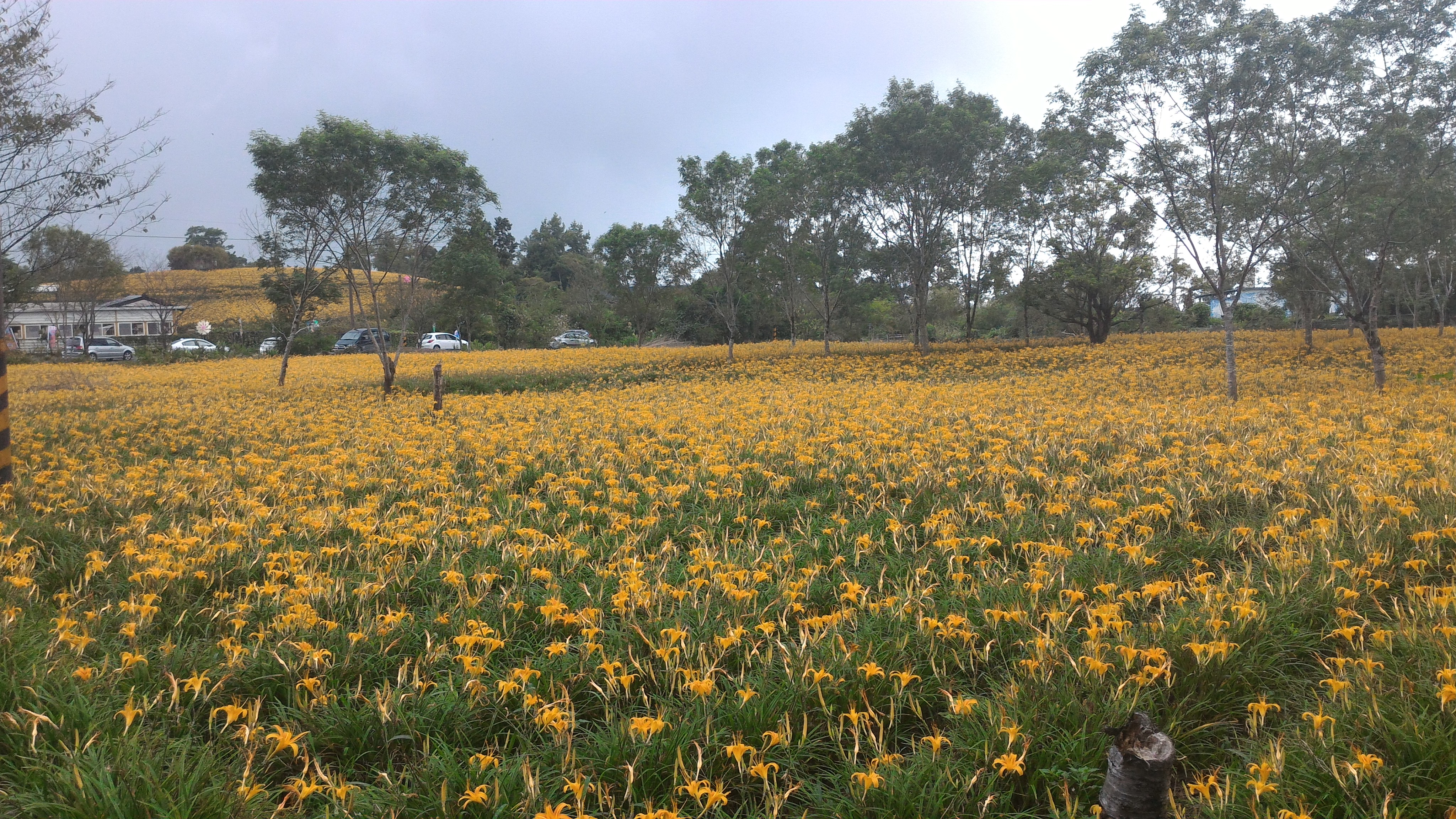
赤科山金針花季

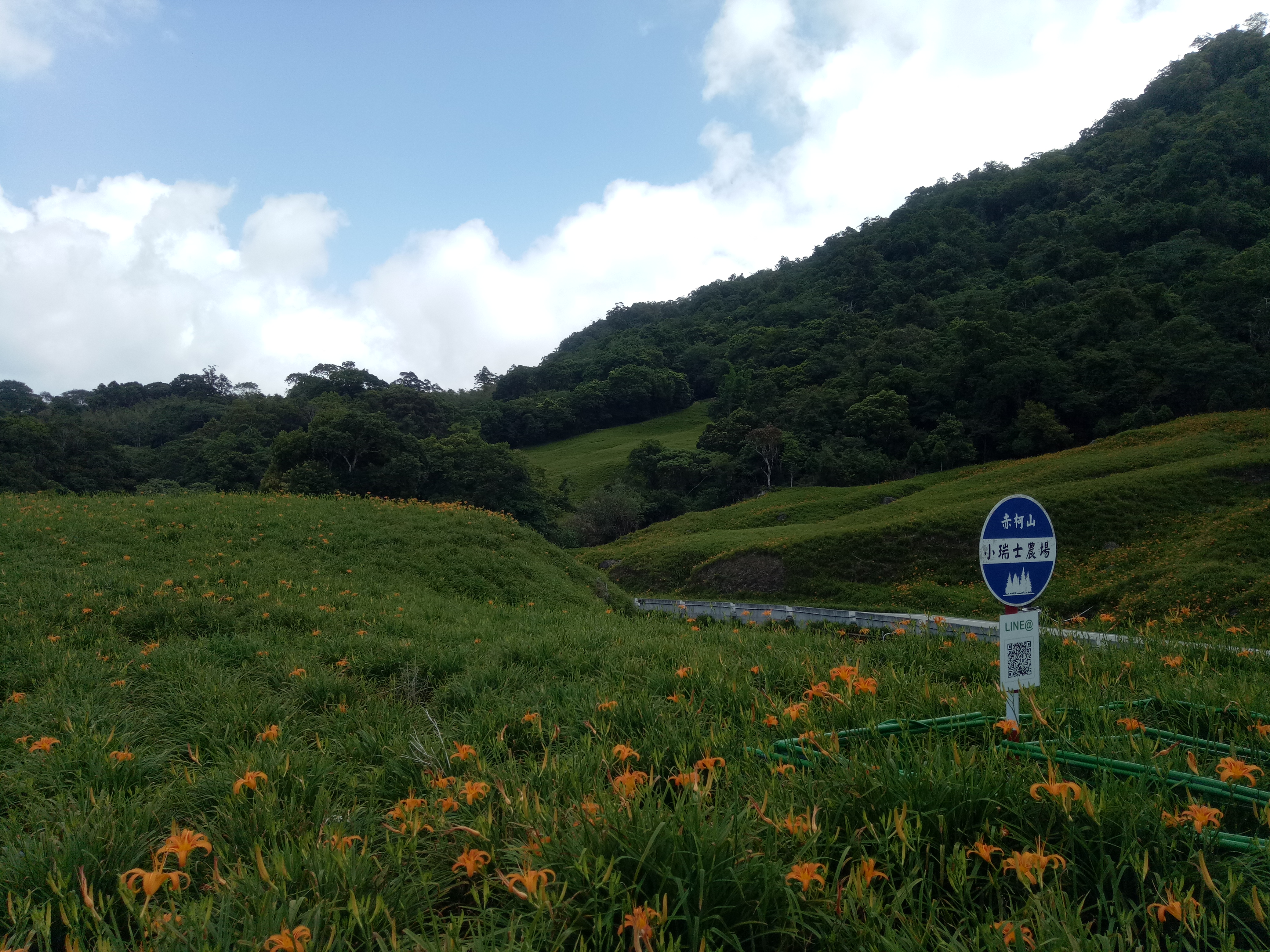
赤科山 小瑞士農場

赤科山又作赤柯山，位於臺灣花蓮縣玉里鎮，海拔約900公尺。台灣日治時期因山上種植赤科樹而得名，當時日本人砍伐堅硬的赤科樹送往日本，做成槍托。現今山上則遍植金針，與富里鄉的六十石山齊名，此地金針開始大片種植始於1959年的八七水災之後，由嘉義來的移民最早開發，原先僅是作為經濟作物，後因花季美景，逐漸吸引遊客。因當地除了種植金針以外，部分農地也種植茶葉，在金針種植面積上略大於六十石山；但另一方面，赤柯山的地勢起伏較大，相對於六十石山，赤柯山可以感受到山坡起伏、岩石錯落其中的特殊景致。

## 赤科三景

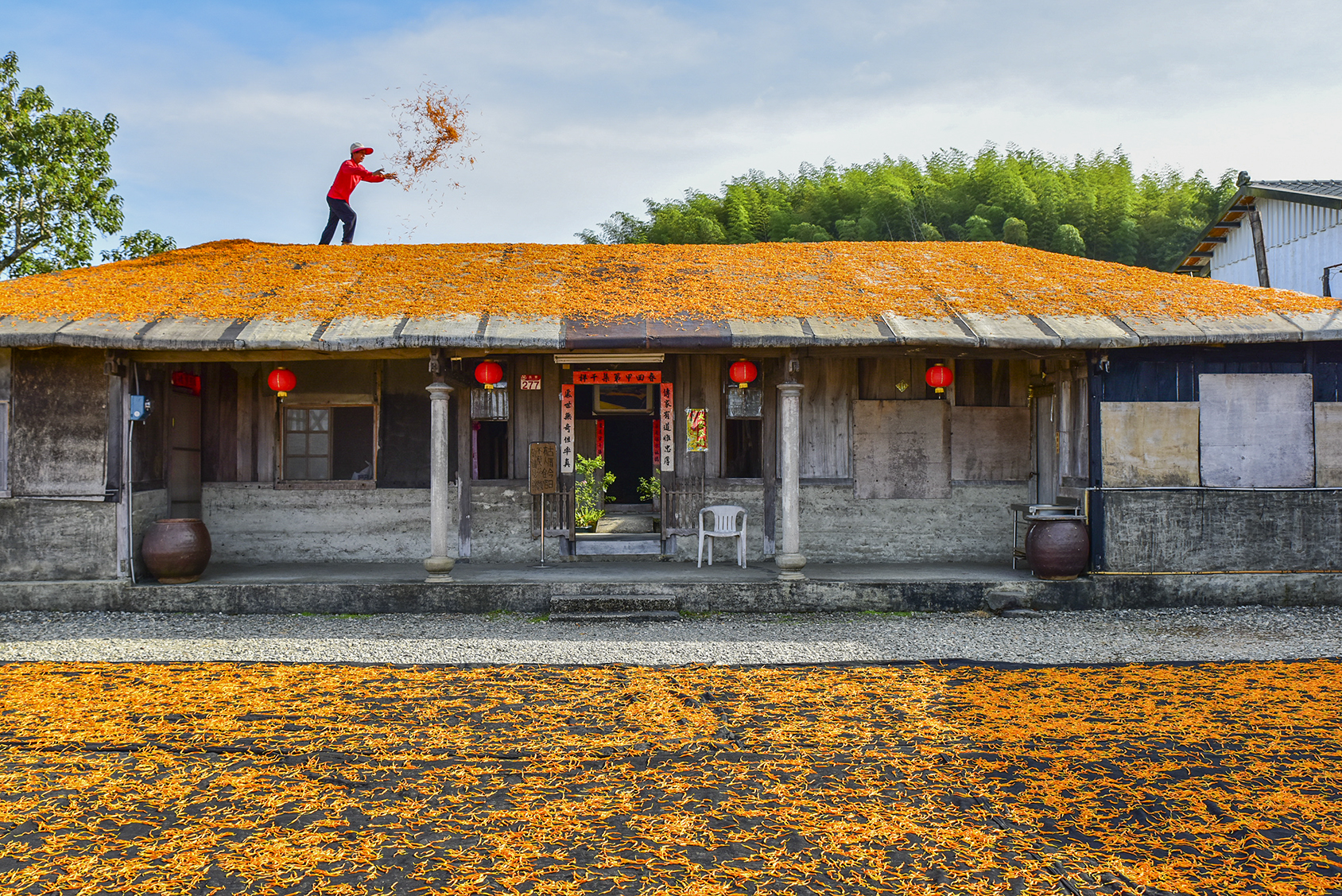
汪家古厝

赤科山除金針花海外，尚有被稱為『赤科三景』的三樣特殊景觀。

### 萬噸石龜
為一座形似烏龜的巨石。

### 三巨石
錯落在小山坡上的三顆巨石。

### 汪家古厝
為閩式三合院的古厝，已有50多年歷史，是參考老一輩在嘉義老家的建築形式設計。